# L'Almanach de L'Esquella de la Torratxa
L’Almanach de la Esquella de la Torratxa neix l’any 1889 a partir de l’èxit que tenia el setmanari satíric Esquella de la Torratxa. El director en aquell moment, Josep Roca i Roca, va decidir crear l’almanac per ampliar l’oferta editorial més enllà de la revista. Contenia composicions en prosa i en vers, així com il·lustracions i caricatures dels redactors i col·laboradors emulant els fulletons francesos del XIX.

## Creació
Al principi va tenir un format petit: 210X140 mm, i a partir del 1911 passà al del setmanari: 290X288 mm. Era una publicació anual, que comptava amb unes 200 pàgines i estava ordenat en forma de calendari. El seu preu va oscil·lar entre 1 pesseta i 1,5 pessetes durant els anys de publicació.

## Desenvolupament
L’Almanach de la Esquella de la Torratxa es va publicar entre els anys 1889 i 1925, suspenent-se la seva publicació durant la dictadura de Primo de Rivera (1923 - 1930), i retornant l’any 1932 amb l’inici de la Segona República. Es van publicar en total 38 edicions anuals de l’almanac. S'hi podien trobar dades astronòmiques, pronòstics meteorològics, dades de les festes populars, santorals, mercats i fires. Contenia composicions en prosa com en vers, així com il·lustracions i caricatures dels redactors i col·laboradors més destacats del setmanari. La qualitat artística de l’almanac era molt notable, tant pel que fa a les vinyetes com als textos.
L’almanac seguia la mateixa línia editorial que la revista, així doncs mostrava continguts favorables a la República i al catalanisme. A les seves pàgines es retratava a través de l'humor i la caricatura l'evolució de la societat catalana i espanyola durant més de trenta anys. És considerat una de les primeres publicacions periòdiques humorístiques amb un tiratge i una durada llarga, un gènere que es va consolidar en el panorama català a finals del XIX i principis del segle xx. Aquestes publicacions van ser fruit del progrés de la tècnica d’impressió, que va passar de fer-se de manera artesanal a una industrialització completa: les il·lustracions i les imatges van guanyar terreny al text, comportant així el treball d’artistes, dibuixants i caricaturistes. Aquest gènere periodístic de caràcter humorístic, és el testimoni d’una història i un temps polític que sempre quedarà fixat a la memòria a través de les il·lustracions i acudits.
Aquesta capçalera mostrà al llarg de la seva trajectòria una gran preocupació pels avenços científics i tecnològics en el tombant del segle XIX-XX. Va tenir cert ressò els posicionaments antidarwinistes les il·lustracions signades per "Julian" el 1891 amb el títol "Meditant" amb el dibuix d'un simi invitant a la reflexió: "Què hi ha de positiu en la teoria de Darwin, L'home ve del mico, o el mico ve de l'home ?"

## Final
La publicació de l’Almanach de la Esquella de la Torratxa es va acabar el 1925 amb l’arribada de la dictadura de Primo de Rivera. La seva línia editorial, republicana i catalanista, no era compatible amb els interessos del règim. Tot i això, amb l’arribada de la república l’any 1932, es va publicar una última edició de l’almanac.

## Directors i col·laboradors
L'Almanach va comptar amb els directors Josep Roca i Roca (1889-1907) i Prudenci Bertrana (1907-1932).
Entre els col·laboradors més destacats en la redacció hi podem trobar figures com Serafí Pitarra, Prudenci Bertrana, Santiago Rusiñol (que hi signava «Xarau»), Rovira i Virgili, Francesc Curet, Màrius Aguilar, Pere Calders. I com a dibuixants: Apel·les Mestres, Tomas Padró, Josep Lluís Pellicer, Manuel Moliné, Josep Segrelles, Llorenç Brunet, Josep Costa,«Picarol», Joan G. Junceda, Jaume Passarell, Feliu Elias «Apa», Jaume Juez «Xirinius», Romà Bonet «Bon», Antoni Roca, Ricard Opisso, Rosa Riera, i Isidre Nonell,